# 캔자스 준주
캔자스 준주(Territory of Kansas)는 1854년 5월 30일에서 1861년 1월 29일까지 6년간 존재한 미국의 자치 영역, 즉 준주이다. 캔자스가 미합중국의 34번째 주로 승격하면서 준주 시대가 끝났다. 준주로 기간은 짧았지만 당시 미국은 노예 제도를 옹호하고자 하는 남부를 중심으로 한 노예주와 노예 제도의 폐지를 호소하던 북부를 중심으로 한 자유주의 대립의 시대로, 분쟁의 초점이되었기 때문에 유혈 사태를 포함한 혼란 속에서 보낸 준주 시대였다.
영역은 미주리강 동쪽을 경계로, 서쪽으로는 로키산맥의 정상, 남북은 북위 37도에서 40도 사이가 되었다. 현재 콜로라도의 동쪽 절반도 캔자스 준주에 포함되어 있었다. 캔자스주는 이후 1861년 2월 28일에 콜로라도 준주가 만들어졌다.

## 캔자스 네브래스카 법
캔자스 준주는 캔자스 네브래스카 법에 의해 설립되었다. 이 법은 1854년 5월 30일에 성립되었으며, 네브래스카 준주와 캔자스 준주의 설립을 결정한 것이었다. 이 법을 만든 최대의 의도는 1820년의 미주리 타협을 실질적으로 무효화하는 것이며, 캔자스 준주의 주민은 자유주와 또는 노예주를 주민 투표로 결정할 수 있도록 허용한 것이다.
이 법에는 37절이 있다. 캔자스 준주 조항은 후반 18절이다. 그 중에서도 중요한 항목은 다음과 같다.
제19절
준주의 경계를 정의하고 이름을 캔자스로 한다. 또한 여기에 정의된 준주 또는 그 일부가 주로 승격하면 승격시 유효한 헌법이 정하는 바에 따라 노예주와 또는 자유주로 할 지가 결정한다. 또한 두 개 이상의 준주로 분할되는 경우와 다른 주와 준주에 일부 영토를 할양하는 경우의 기준을 정했다. 또한 모든 인디언 부족의 불가침의 권리 조약에 의해 소멸될 때까지 유효하다.
제28절
1850년 도망노예법은 준주에서 활성화되었다.
제31절
준주 주도의 위치를 임시적으로 포트 레븐워스로 하고, 정부 건물을 공공 목적으로 사용하는 것을 승인한다.
제 37 절
미합중국 정부에 의해 준주에 사는 인디언 부족 사이에 만들어진 조약, 법률 및 다른 약속이 법률 조항에 포함되는 것과 관계없이 불가침으로 남아 있다.

## 동부 이민

### 노예제 옹호 개척자
캔자스 네브래스카 법이 성립되고 나서 며칠 후, 인접한 미주리 수백 명의 주민들이 준주에 들어와 토지 구획을 선별하여, 이 지역 모두 노예제 옹호 지역으로 만들 의도로 집회를 열어 뜻을 같이하는 동료의 단결을 도모했다.